# 莖鼠屬
莖鼠屬（学名：Zygodontomys），哺乳綱、囓齒目、倉鼠科的一屬，而與莖鼠屬（短尾莖鼠）同科的動物尚有小鼴形鼠屬（白小鼴形鼠）、白眉林鼠屬（白眉林鼠）、巴西嶺鼠屬（繡嶺鼠）等之數種哺乳動物。

## 下属物种
本属包括以下物种：
- Zygodontomys borreroi (Hernandez-Camacho, 1957) 1957
- Zygodontomys brevicauda (J.A.Allen & Chapman, 1893)
- Zygodontomys brunneus Thomas, 1898